# Fasu (jezik)
Fasu jezik (ISO 639-3: faa), jedan od tri kutubanska jezika, transnovogvinejske porodice papuanskih jezika, kojim govore pripadnici istoimenog plemena u provincijama Southern Highlands, Gulf i Western na Papui Novoj Gvineji. 
Ima najmanje dva dijalekta, some i [kaibu] (kaipu), dok je treći, namome (namumi ili namuni), možda poseban jezik. Fasu populacija iznosi 750; Namuni (300) i Some (150).

## Vanjske poveznice
- Ethnologue (14th)
- Ethnologue (15th)
- The Fasu Language[neaktivna poveznica]